# Alfred Dubois
Alfred Dubois (* 17. November 1898 in Molenbeek-Saint-Jean; † 24. März 1949 in Brüssel) war ein belgischer Geiger und Musikpädagoge.

## Leben
Dubois studierte ab 1910 am Königlichen Konservatorium Brüssel bei Alexandre Cornélis. Er graduierte 1913 mit Auszeichnung im Fach Violine und setzte seine Ausbildung bei Cornélis bis zu dessen Tod 1917 fort. Danach wurde er Schüler von Eugène Ysaÿe.
In den 1920er und 1930er Jahren trat Dubois als Solist auf. Er bildete ein Duo mit dem Pianisten Marcel Maas, mit dem er die meisten seiner Aufnahmen einspielte und wurde 1925 Mitglied des Trio de la Cour de Belgique mit dem Pianisten Emile Bosquet und dem Cellisten Maurice Dambois. 1927 wurde er als Nachfolger von Ysaÿe Lehrer am Konservatorium von Brüssel. Sein prominentester Schüler dort war Arthur Grumiaux, der auch acht Jahre sein Assistent war.
In den Jahren 1928 und 1929 unternahm Dubois mit Marcel Maas eine Tournee durch die USA. Nach seiner Rückkehr gründete er mit Grumiaux (2. Violine), Robert Courte (Viola) und dem Cellisten Robert Maas das Quatuor Artis.